# Kenneth Vanbaeden
Kenneth Vanbaeden (Erpe, 19 augustus 1993) is een Vlaams acteur.

## Biografie
Vanbaeden werd in 2008, zonder dat hij eerdere toneelervaring had, gevraagd de hoofdrol op zich te nemen in de film De helaasheid der dingen. De opnamen vonden plaats onder andere in Wanzele en Bavegem, niet ver van zijn woonplaats. Hij speelt in de film de rol van de dertienjarige Gunther Strobbe. De rol vereiste het aanmeten van een jarentachtiguiterlijk.
In 2009 speelde hij een rol in een videoclip Turn the radio off van de groep Roadburg en 2010 speelde hij een gastrol in de VTM-politieserie Zone Stad. In 2011 speelde hij tweemaal een rol in code 37" en speelde mee in de kortfilm Badpakje 46 die de juryprijs heeft gewonnen op het festival van Cannes. Voor zijn rol in De helaasheid der dingen werd hij meermaals gelauwerd. Op het Europees Filmfestival van Cinésonne in Parijs won hij in 2009 de prijs als Beste Mannelijke Acteur (gedeeld met Koen De Graeve). Vanbaeden won in 2010 op de Vlaamse Filmprijzen de prijs voor Beste Debuut.
Na zijn hoofdrol in De helaasheid der dingen studeerde Vanbaeden twee jaar toneel, maar brak daarna zijn studie af. In augustus 2011 raakte Vanbaeden betrokken in een vechtpartij waarbij het slachtoffer in comateuze toestand was achtergelaten op een parkeerplaats. In 2014 werd Vanbaeden veroordeeld tot een werkstraf wegens zijn betrokkenheid.
Daarnaast was hij als voetballer actief bij FC Eendracht Hekelgem, dat uitkwam in de Derde Provinciale. Nadien speelde hij nog SK Aaigem en Sv Sint-Antelinks. Dit seizoen komt hij uit voor Sk Vlierzele in Derde Provinciale. Alsook speelt hij mee met het KOMOK team voor het goede doel.
In 2022 speelde Vanbaeden een rol in de videoclip ‘Nooit Alleen’ van DISSIPLIN een artiest uit Aalst.